# Russell Malone
Pour les articles homonymes, voir Malone.
Russell Malone est un guitariste américain de jazz né le 8 novembre 1963 à Albany en Géorgie (États-Unis) et mort le 23 août 2024, surtout connu pour son travail avec la chanteuse-pianiste Diana Krall. 
Autodidacte, il exerce dans plusieurs styles de jazz dont le bebop et le jazz contemporain, mais il est principalement reconnu comme un musicien de swing. Il a commencé à jouer aux côtés de Jimmy Smith en 1988 puis a travaillé durant les années 1990 avec des stars du jazz vocal comme Harry Connick, Jr. ou Diana Krall.

## Biographie
Russell Malone a commencé à jouer dans sa maison à Albany avec une guitare en jouet que sa mère lui avait achetée, influencé par des musiciens comme B.B. King et The Dixie Hummingbirds. Toutefois, il cite que l'expérience musicale qui l'a le plus influencé a été de voir, à ses douze ans, George Benson jouer à la télévision avec Benny Goodman. Il a appris la technique en écoutant les disques de George Benson, Wes Montgomery ou Charlie Christian, parmi d'autres.
Russell Malone a joué de 1988 à 1990 avec l'organiste Jimmy Smith. Il a ensuite rejoint le big band de Harry Connick, Jr. de 1989 à 1994. En 1995, il intègre le trio de Diana Krall, participant à de nombreux albums nommés aux Grammy Awards, dont l'album de 1999, When I Look In Your Eyes, récompensé dans la catégorie Meilleure performance de jazz vocal.
Russell Malone peut être vu sur scène aux côtés de Dianne Reeves et Romero Lubambo. Il part aussi fréquemment en tournée avec Ron Carter en tant que membre du Golden Striker Trio, souvent accompagné de Mulgrew Miller au piano, avant le décès de ce dernier.
Deux albums live sont parus chez MAXJAZZ, Live At Jazz Standard, Volume One (2006) et Live At Jazz Standard, Volume Two (2007). Des musiciens comme le pianiste Martin Bejerano, le bassiste Tassili Bond et le batteur Johnathan Blake apparaissent sur ces deux volumes et se retrouvent souvent sur scène au sein du Russell Malone Quartet.

## Discographie
- Russell Malone (COLUMBIA - 1992)
- Black Butterfly (COLUMBIA - 1993)
- Sweet Georgia Peach (IMPULSE! - 1998)
- Wholly Cats (VENUS - 1999)
- Look Who's Here (VERVE - 2000)
- Heartstrings (VERVE - 2001)
- Ray Brown, Monty Alexander, Russell Malone (TELARC - 2002)
- Playground (MAXJAZZ - 2004)
- Live At Jazz Standard, Volume One (MAXJAZZ - 2006)
- Live At Jazz Standard, Volume Two (MAXJAZZ - 2007)